# Shūto Yamamoto
Shūto Yamamoto (jap. 山本 脩斗, Yamamoto Shūto; * 1. Juni 1985 in Morioka) ist ein japanischer Fußballspieler.

## Karriere

### Verein
Yamamoto spielte in der Jugend für die Waseda-Universität. Er begann seine Karriere bei Júbilo Iwata, wo er von 2008 bis 2013 spielte. 2014 folgte dann der Wechsel zu Kashima Antlers. Er trug in den Jahren 2016 zum Gewinn der J1 League bei. Bei der FIFA-Klub-Weltmeisterschaft 2016 wurde er Zweiter mit der Mannschaft. Zwei Jahre später gewann er mit dem Team die AFC Champions League 2018. Bis Ende 2020 absolvierte er für die Antlers 148 Spiele. Anfang 2021 verpflichtete ihn der ebenfalls in der ersten Liga spielende Shonan Bellmare.

### Nationalmannschaft
Yamamoto wurde 2017 in den Kader der japanischen Fußballnationalmannschaft berufen und kam bei der Fußball-Ostasienmeisterschaft 2017 zum Einsatz.

## Erfolge
Júbilo Iwata
- J. League Cup: 2010

Kashima Antlers
- AFC Champions League: 2018
- J1 League: 2016
- Kaiserpokal: 2016
- J. League Cup: 2015
- Japanischer Supercup: 2017